# Gürçayır, Şarkışla
Gürçayır là một thị trấn thuộc huyện Şarkışla, tỉnh Sivas, Thổ Nhĩ Kỳ. Dân số thời điểm năm 2011 là 2.195 người.